# Château d'Arfeuille
Le château d'Arfeuille est situé près de Felletin dans le département de la Creuse et la région Nouvelle-Aquitaine.

## Historique
Construit par la famille Mourins d'Arfeuille au XVe siècle sur l'emplacement d'un château dont l'existence était déjà avérée dès le XIIe siècle, Arfeuille est à ce jour l'un des cinq derniers châteaux français à avoir été transmis de père en fils dans la famille du même nom depuis sa construction.

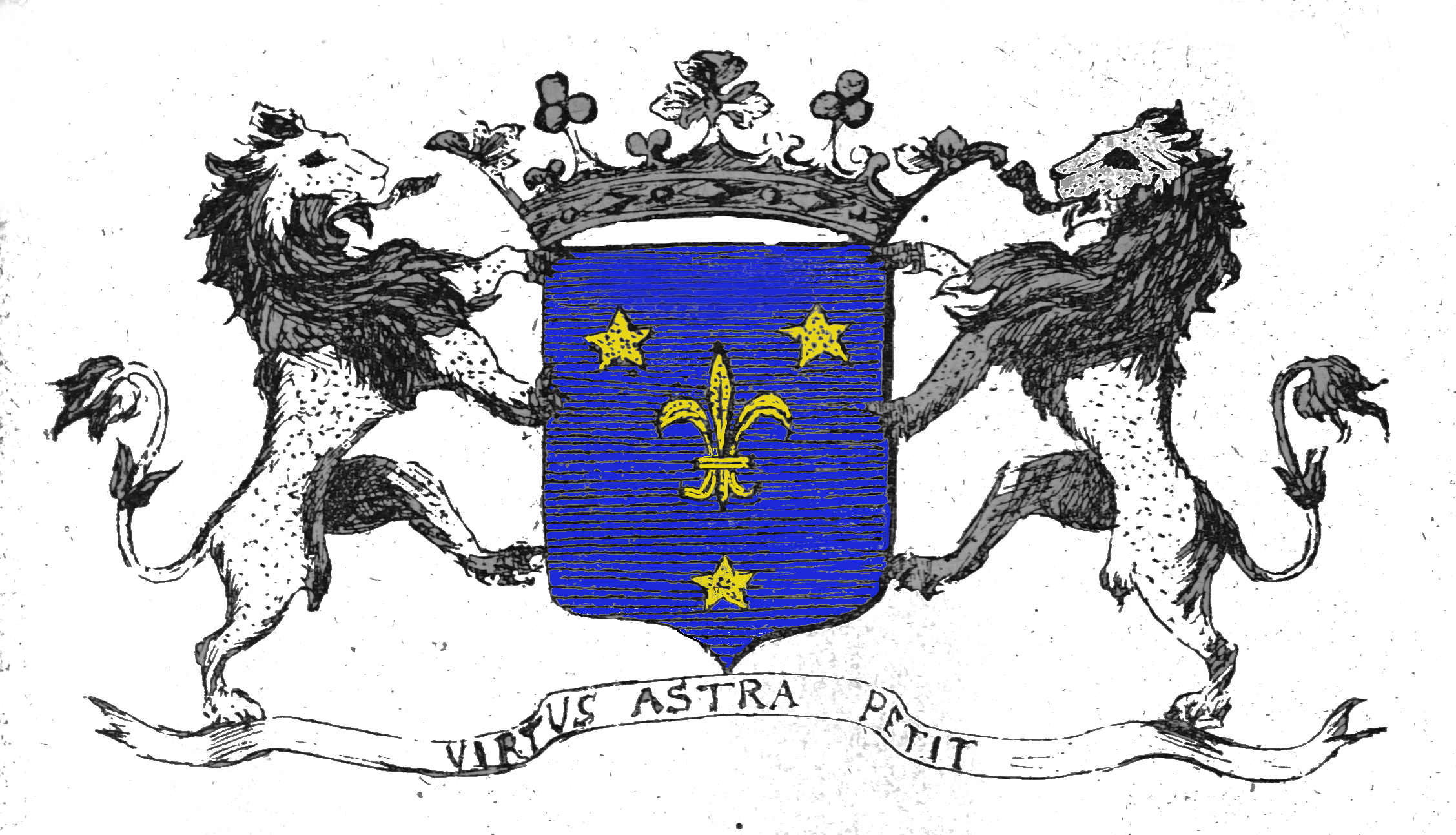
blason d'Arfeuille.

De cette famille est notamment issu Jean Mourins d'Arfeuille qui sauva de la mort le roi Philippe Le Bel à la bataille de Mons en Puelle, le 18 août 1304. Cette bataille figure sur l'une des toiles située dans la galerie des batailles, au château de Versailles.
Soulignons aussi que quatre cardinaux d'Arfeuille ont vécu au XIVe siècle sous la papauté à Avignon.
À la Révolution, Yves d'Arfeuille émigra et combattit sous les ordres des frères du roi Louis XVI. Il ne rentra en France qu'en 1809.
Certaines parties du château sont inscrites au titre des monuments historiques depuis le 14 juin 2011.

## Visites
Ce château est ouvert à la visite chaque été (juillet/aout) ainsi qu'à l'occasion des journées du patrimoine.